# Georgij Ketoev
Georgij Važaevič Ketoev traslitterato anche come Georgy Ketoyev (in russo Георгий Важаевич Кетоев? in armeno Գեորգի Վաժաևիչ Կետոև?; Tbilisi, 19 novembre 1985) è un lottatore russo.
Ha vinto la medaglia di bronzo alle Olimpiadi di Pechino del 2008 nella lotta libera, categoria - 84 kg maschile.

## Palmarès
- Giochi olimpici

Pechino 2008: bronzo nella lotta libera 84 kg.
- Mondiali

Baku 2007: oro negli 84 kg.
Parigi 2017: bronzo nei 97 kg.
- Europei

Sofia 2007: oro negli 84 kg.
Tampere 2008: argento negli 96 kg.
Vilnius 2009: argento negli 96 kg.